# Persone di nome Ol'ga
| Questa pagina contiene informazioni ricavate automaticamente dalle voci biografiche con l'ausilio del template Bio e di un bot. L'aggiornamento è periodico e automatico e ricostruisce completamente la pagina. Se manca una persona in questa lista, sei pregato di non aggiungerla, ma accertati piuttosto che la sua voce biografica contenga il template Bio e che i dati anagrafici siano correttamente compilati. Se il template Bio manca, inseriscilo tu stesso o, in alternativa, metti l'avviso {{tmp\|Bio}} che ne segnala la mancanza. Se i dati riportati sono sbagliati, correggi direttamente la voce biografica; le modifiche saranno visibili in questa lista entro pochi giorni. Per chiarimenti vedi il progetto antroponimi. La lista contiene solo le 125 persone che sono citate nell'enciclopedia e per le quali è stato implementato correttamente il template Bio. Pagina aggiornata al 6 ago 2025. |

Questa è una lista di persone presenti nell'enciclopedia che hanno il nome Ol'ga, suddivise per attività principale.

## Allenatrici di tennis(1)
- Ol'ga Morozova, allenatrice di tennis e ex tennista russa (Mosca, n. 1949)

## Altiste(2)
- Ol'ga Kaliturina, ex altista russa (n. 1976)
- Ol'ga Turčak, ex altista kazaka (Alma-Ata, n. 1967)

## Arrampicatrici(1)
- Ol'ga Bibik, arrampicatrice russa (Krasnojarsk, n. 1976)

## Artiste(1)
- Ol'ga Vladimirovna Rozanova, artista e pittrice russa (Melenki, n. 1886 - Mosca, † 1918)

## Astiste(1)
- Ol'ga Mullina, astista russa (Dušanbe, n. 1992)

## Attrici(3)
- Ol'ga Čechova, attrice, regista e produttrice cinematografica russo (Aleksndropol', n. 1897 - Monaco di Baviera, † 1980)
- Ol'ga Ivanovna Preobraženskaja, attrice e regista sovietica (Mosca, n. 1881 - Mosca, † 1971)
- Ol'ga Vikland, attrice sovietica (Mosca, n. 1911 - Mosca, † 1995)

## Attrici teatrali(2)
- Ol'ga Budina, attrice teatrale e attrice cinematografica russa (Odincovo, n. 1975)
- Ol'ga Leonardovna Knipper, attrice teatrale russa (Glazov, n. 1868 - Mosca, † 1959)

## Aviatrici(1)
- Ol'ga Aleksandrovna Sanfirova, aviatrice sovietica (Samara, n. 1917 - Pultusk, † 1944)

## Biatlete(8)
- Ol'ga Abramova, ex biatleta russa (Baryš, n. 1988)
- Ol'ga Anisimova, ex biatleta russa (Chanty-Mansijsk, n. 1972)
- Ol'ga Medvedceva, ex biatleta russa (Krasnojarsk, n. 1975)
- Ol'ga Mel'nik, ex biatleta russa (Sovetskij, n. 1974)
- Ol'ga Romas'ko, ex biatleta russa (Borodino, n. 1968)
- Ol'ga Simušina, ex biatleta russa (n. 1969)
- Ol'ga Viluchina, ex biatleta russa (Mežgor'e, n. 1988)
- Ol'ga Zajceva, ex biatleta russa (Mosca, n. 1978)

## Cantanti(3)
- Ol'ga Buzova, cantante, attrice e personaggio televisivo russa (Leningrado, n. 1986)
- Ol'ga Orlova, cantante e attrice russa (Mosca, n. 1977)
- Ol'ga Voronec, cantante russa (Smolensk, n. 1926 - Mosca, † 2014)

## Cantautrici(1)
- Ol'ga Serjabkina, cantautrice e ballerina russa (Mosca, n. 1985)

## Cestiste(10)
- Ol'ga Artešina, ex cestista russa (Samara, n. 1982)
- Ol'ga Baryševa, ex cestista e allenatrice di pallacanestro sovietica (Sverdlovsk, n. 1954)
- Ol'ga Burjakina, ex cestista sovietica (Mosca, n. 1958)
- Ol'ga Evkova, ex cestista sovietica (Mosca, n. 1965)
- Ol'ga Gomel'skaja, cestista sovietica (Leningrado, n. 1931 - Mosca, † 1995)
- Ol'ga Jakovleva, ex cestista sovietica (Leningrado, n. 1963)
- Ol'ga Michajlova, ex cestista russa (Mosca, n. 1967)
- Ol'ga Najmušina, ex cestista russa (Krasnogorsk, n. 1979)
- Ol'ga Sucharnova, ex cestista e allenatrice di pallacanestro sovietica (Krasnojarsk, n. 1955)
- Ol'ga Šunejkina, ex cestista e allenatrice di pallacanestro russa (Gor'kij, n. 1966)

## Cicliste su strada(1)
- Ol'ga Zabelinskaja, ciclista su strada e pistard russa (Leningrado, n. 1980)

## Conduttrici televisive(1)
- Ol'ga Skabeeva, conduttrice televisiva russa (Volžskij, n. 1984)

## Danzatrici(5)
- Ol'ga Chochlova, ballerina ucraina (Nižyn, n. 1891 - Cannes, † 1955)
- Ol'ga Lepešinskaja, ballerina sovietica (Kiev, n. 1916 - Mosca, † 2008)
- Ol'ga Preobraženskaja, ballerina e insegnante russa (San Pietroburgo, n. 1871 - Parigi, † 1962)
- Ol'ga Vjačeslavovna Smirnova, danzatrice russa (San Pietroburgo, n. 1991)
- Ol'ga Aleksandrovna Spesivceva, ballerina russa (Rostov sul Don, n. 1895 - New York, † 1991)

## Discobole(1)
- Ol'ga Burova-Černjavskaja, ex discobola russa (Irbit, n. 1963)

## Fondiste(5)
- Ol'ga Danilova, ex fondista russa (Bugul'ma, n. 1970)
- Ol'ga Michajlova, ex fondista russa (n. 1981)
- Ol'ga Ročeva, fondista russa (Krasnojarsk, n. 1978)
- Ol'ga Ščučkina, ex fondista russa (Syktyvkar, n. 1980)
- Ol'ga Zav'jalova, ex fondista russa (Leningrado, n. 1972)

## Ginnaste(5)
- Ol'ga Glackich, ex ginnasta russa (Lesnoj, n. 1989)
- Ol'ga Kapranova, ex ginnasta russa (Mosca, n. 1987)
- Ol'ga Karasëva, ex ginnasta kirghisa (n. 1949)
- Ol'ga Mostepanova, ex ginnasta sovietica (n. 1970)
- Ol'ga Straževa, ex ginnasta sovietica (n. 1972)

## Giocoliere(1)
- Ol'ga Gal'čenko, giocoliera russa (Penza, n. 1990)

## Insegnanti(1)
- Ol'ga Skorochodova, insegnante e scrittrice sovietica (Bilozerka, n. 1911 - † 1982)

## Lottatrici(1)
- Ol'ga Chorošavceva, lottatrice russa (Ačinsk, n. 1994)

## Lunghiste(1)
- Ol'ga Kučerenko, lunghista russa (n. 1985)

## Marciatrici(2)
- Ol'ga Kanis'kina, ex marciatrice russa (Napol'naja Tavla, n. 1985)
- Ol'ga Krištop, ex marciatrice sovietica (n. 1957)

## Martelliste(1)
- Ol'ga Kuzenkova, ex martellista russa (Smolensk, n. 1970)

## Matematiche(2)
- Ol'ga Aleksandrovna Ladyženskaja, matematica sovietica (Kologriv, n. 1922 - San Pietroburgo, † 2004)
- Ol'ga Olejnik, matematica sovietica (n. 1925 - † 2001)

## Mezzofondiste(5)
- Ol'ga Bondarenko, ex mezzofondista sovietica (Slavgorod, n. 1960)
- Ol'ga Dvirna, ex mezzofondista sovietica (n. 1953)
- Ol'ga Egorova, ex mezzofondista russa (Novocheboksarsk, n. 1972)
- Ol'ga Golovkina, mezzofondista russa (Perm', n. 1986)
- Ol'ga Mineeva, ex mezzofondista sovietica (Degtjarsk, n. 1952)

## Multipliste(2)
- Ol'ga Kuragina, ex multiplista sovietica (Kirov, n. 1959)
- Ol'ga Rukavišnikova, ex multiplista sovietica (Severodvinsk, n. 1955)

## Nobildonne(2)
- Ol'ga Nikolaevna Poltavševa, nobildonna e filantropa russa (n. 1823 - Plovdiv, † 1880)
- Olga Stanislavovna Potocka, nobildonna russa (Tul'čyn, n. 1802 - Parigi, † 1861)

## Nobili(4)
- Ol'ga Nikolaevna Romanova, nobile e santa russa (Carskoe Selo, n. 1895 - Ekaterinburg, † 1918)
- Ol'ga Aleksandrovna Romanova, nobile russa (Peterhof, n. 1882 - Toronto, † 1960)
- Ol'ga Nikolaevna Romanova, nobile russa (San Pietroburgo, n. 1822 - Friedrichshafen, † 1892)
- Ol'ga Konstantinovna Romanova, nobile russa (reggia di Pavlovsk, n. 1851 - Roma, † 1926)

## Nuotatrici(4)
- Ol'ga Brusnikina, sincronetta russa (Mosca, n. 1978)
- Ol'ga Kužela, sincronetta russa (n. 1985)
- Ol'ga Novokščenova, sincronetta russa (Mosca, n. 1974)
- Ol'ga Vasjukova, sincronetta russa (Mosca, n. 1980)

## Ostacoliste(1)
- Ol'ga Şişigina, ex ostacolista kazaka (Almaty, n. 1968)

## Pallanuotiste(1)
- Ol'ga Gorbunova, pallanuotista russa (Zlatoust, n. 1993)

## Pallavoliste(3)
- Ol'ga Birjukova, pallavolista russa (Mosca, n. 1994)
- Ol'ga Bukreeva, pallavolista russa (Mosca, n. 1987)
- Ol'ga Fateeva, ex pallavolista russa (Ekaterinburg, n. 1984)

## Pattinatrici di velocità su ghiaccio(2)
- Ol'ga Fatkulina, pattinatrice di velocità su ghiaccio russa (Čeljabinsk, n. 1990)
- Ol'ga Graf, pattinatrice di velocità su ghiaccio russa (Omsk, n. 1983)

## Pesiste(2)
- Ol'ga Ivanova, ex pesista russa (n. 1979)
- Ol'ga Rjabinkina, ex pesista e discobola russa (Brjansk, n. 1976)

## Pianiste(1)
- Ol'ga Kern, pianista russa (Mosca, n. 1975)

## Pistard(1)
- Ol'ga Sljusareva, ex pistard e ciclista su strada sovietica (Charkiv, n. 1969)

## Poetesse(2)
- Ol'ga Fëdorovna Berggol'c, poetessa sovietica (San Pietroburgo, n. 1910 - Leningrado, † 1975)
- Ol'ga Aleksandrovna Sedakova, poetessa, scrittrice e traduttrice russa (Mosca, n. 1949)

## Politiche(2)
- Ol'ga Borisovna Ljubimova, politica e giornalista russa (Mosca, n. 1980)
- Ol'ga Vasil'eva, politica e storica russa (Bugulma, n. 1960)

## Principesse(2)
- Ol'ga Andreevna Romanova, principessa russa (Londra, n. 1950)
- Ol'ga Valerianovna Paley, principessa russa (San Pietroburgo, n. 1865 - Parigi, † 1929)

## Pugili(1)
- Ol'ga Domuladžanova, pugile e dirigente sportiva russa (Tashkent, n. 1969 - † 2021)

## Registe(1)
- Ol'ga L'vovna Sviblova, regista e critico d'arte russa (Mosca, n. 1953)

## Rivoluzionarie(2)
- Ol'ga Nikolaevna Figner, rivoluzionaria russa (Nikiforovo, n. 1862 - Lugan', † 1919)
- Ol'ga Spiridonovna Ljubatovič, rivoluzionaria russa (Mosca, n. 1854 - Tbilisi, † 1917)

## Scacchiste(4)
- Ol'ga Aleksandrovna Girja, scacchista russa (Langepas, n. 1991)
- Ol'ga Nikolaevna Rubcova, scacchista sovietica (Mosca, n. 1909 - † 1994)
- Ol'ga Izmajlovna Semënova-Tjan-Šanskaja, scacchista sovietica (San Pietroburgo, n. 1911 - Leningrado, † 1970)
- Ol'ga Zimina, scacchista russa (Vladimir, n. 1982)

## Schermitrici(5)
- Ol'ga Knjazeva, schermitrice sovietica (Kazan', n. 1954 - Kazan', † 2015)
- Ol'ga Lobynceva, schermitrice russa (n. 1977)
- Ol'ga Nikitina, schermitrice russa (n. 1998)
- Ol'ga Sidorova, ex schermitrice russa (Samara, n. 1968)
- Ol'ga Veličko, ex schermitrice sovietica (Ordžonikidze, n. 1965)

## Sciatrici alpine(1)
- Ol'ga Vedjaševa, ex sciatrice alpina kazaka (Čusovoj, n. 1970)

## Scrittrici(2)
- Ol'ga Dmitrievna Forš, scrittrice sovietica (Gunib, n. 1873 - Leningrado, † 1961)
- Ol'ga Slavnikova, scrittrice russa (Ekaterinburg, n. 1957)

## Soprani(2)
- Ol'ga Bezsmertna, soprano ucraino (Bohuslav, n. 1983)
- Ol'ga Peretjat'ko, soprano russo (Leningrado, n. 1980)

## Taekwondoka(1)
- Ol'ga Ivanova, taekwondoka russa (Verchneural'sk, n. 1993)

## Tenniste(1)
- Ol'ga Pučkova, ex tennista russa (Mosca, n. 1987)

## Tripliste(1)
- Ol'ga Rypakova, triplista, lunghista e multiplista kazaka (Ust-Kamenogorsk, n. 1984)

## Velociste(7)
- Ol'ga Antonova, ex velocista sovietica (Oblast' di Irkutsk, n. 1960)
- Ol'ga Bogoslovskaja, ex velocista russa (Mosca, n. 1964)
- Ol'ga Kotljarova, velocista e mezzofondista russa (Sverdlovsk, n. 1976)
- Ol'ga Nazarova, ex velocista russa (Tula, n. 1965)
- Ol'ga Safronova, velocista kazaka (Karaganda, n. 1991)
- Ol'ga Stul'neva, ex velocista e ex bobbista russa (Alapaevsk, n. 1983)
- Ol'ga Zajceva, velocista russa (n. 1984)

## Senza attività specificata(2)
- Ol'ga Aleksandrovna Jur'evskaja, russa (San Pietroburgo, n. 1873 - Wiesbaden, † 1925)
- Ol'ga Kuznecova, ex tiratrice a segno russa (Samara, n. 1968)